# Pluty (województwo zachodniopomorskie)
Pluty – kolonia w Polsce położona w województwie zachodniopomorskim, w powiecie myśliborskim, w gminie Myślibórz. Miejscowość wchodzi w skład sołectwa Ławy.
W latach 1975–1998 miejscowość administracyjnie należała do województwa gorzowskiego.